# Frederick Whitaker
Frederick Whitaker (Bampton, 23 aprile 1812 – Auckland, 4 dicembre 1891) è stato un politico neozelandese, primo ministro della Nuova Zelanda per due mandati nei periodi 1863-1864 e 1882-1883 e Attorney general per sei mandati non consecutivi tra il 1856 e 1891.

## Biografia
Nato in Inghilterra si laureò in legge per intraprendere la professione di avvocato e pubblico ministero. Nel 1840 emigrò prima in Australia e poi in Nuova Zelanda dove fu nominato giudice di una corte locale, scaduto il mandato riprese a fare l'avvocato.
Nel corso della sua vita oltre alla professione legale ha ricoperto numerosi incarichi politici, tra cui quello di primo ministro del paese in due mandati, a distanza di quasi venti anni uno dall'altro.